# SIGSTKFLT
В некоторых Unix-системах, SIGSTKFLT — сигнал, посылается программе при нарушении в стеке сопроцессора.
SIGSTKFLT — целочисленная константа, определенная в заголовочном файле signal.h. Символьные имена сигналов используются вместо номеров, так как в разных реализациях номера сигналов могут различаться.

## Этимология
SIG — общий префикс сигналов (от англ. signal), STKFLT — сокращение англ. stack fault — нарушение стека.

## Использование
SIGSTKFLT не используется в современных Unix-системах.